# وست پوینت (تنسی)
وست پوینت (به انگلیسی: Westpoint) یک منطقهٔ مسکونی در ایالات متحده آمریکا است که در شهرستان لارنس، تنسی واقع شده‌است. وست پوینت ۱۸۹٫۸۹ متر بالاتر از سطح دریا واقع شده‌است.